# Missy Elliott
Missy "Misdemeanor" Elliott (rođena kao Melissa Arnette Elliot, Portsmouth, Virginia,  1. srpnja 1971.) američka je glazbena umjetnica, producentica, glumica i bivša članica poznatog R&B sastava Sista i kolektiva Swing Mob.
S prodajom albuma od preko sedam milijuna kopija u SAD-u, ona je jedina ženska rapperica koja je sa svojih šest albuma postigla platinastu naknadu kod RIAA, uključujući i dvostruku platinastu naknadu za njezin album Under Construction. Elliott je poznata po nizu hitova, uključujući The Rain (Supa Dupa Fly), "Hot Boyz", "Get Ur Freak On", "One Minute Man", "Work It", "Pass That Dutch", i "Lose Control". Između ostalog, radila je i kao tekstopisac i producent drugih pjevača i to samostalno ili sa svojim producentom i prijateljem iz djetinjstva Timbalandom. S njim je napravila prvi producentski uradak za R&B pjevača Ginuwinea još 1996. godine, a radilo se o albumu Ginuwine...the Bachelor. Uslijedio je uspješan rad na Aaliyahinom albumu iz 1996. One in a Million. Slijede uspješne suradnje s mnogim priznatim i poznatim glazbenicima, kao što su Eminem,  Mýa, Christina Aguilera, Ciara, Lil' Kim, Whitney Houston, Mariah Carey, Keyshia Cole, Lil' Mo, Total, Trina, Mary J. Blige, Aaliyah, Beyoncé, Fantasia, Nicole Wray, Jazmine Sullivan, Blaque, Janet Jackson, Tweet, Magoo,  Tamia, Monica, MC Lyte, TLC, Madonna i Nelly Furtado kao i s mnogim drugima.

## Djetinjstvo
Elliott je rođena kao Melissa Arnette Elliott 1. srpnja 1971. u Portsmouthu (Virginia). Jedino je dijete majke Patricije, koordinatorice prodaje i oca Ronnija, marinca Američke ratne mornarice. S 4 godine (1975.) željela je postati zabavljačica, ali ju još nitko nije doživljavao ozbiljno, jer je bila poznata kao razredni klaun. Budući da je njezin otac bio marinac, njezina je obitelj živjela u Jacksonvilleu, North Carolina, u mobilnoj kući. Elliott je voljela školu zbog prijatelja koje je tamo stekla, ali nije imala previše interesa za školski rad. Unatoč tome, na IQ testu imala je zavidne i iznadprosječne rezultate, što joj je omogućilo da preskoči dva razreda. U svom novom razredu osječala se izolirano od svih, pa je prestala pohađati nastavu, sve dok se nije vratila u svoj bivši razred i među ljude koji su odgovarali njezinoj dobi. Kad se njezin otac vratio s vojne službe, sele se natrag u Virginiju.
S osam godina, Elliott skoro svaki dan siluje njezin 16-ogodišnji rođak. Silovanje je otkriveno tek godinu dana nakon što se sve dogodilo. Elliott je kasnije rekla: "Bez obzira na to koliko je godina prošlo, to je još uvijek nešto što me pogađa svaki dan. Kada si silovan, to je nešto što je uz tebe zauvijek."
Elliott je imala nasilnog oca, koji je tukao njezinu majku skoro svaki dan, a jednom je pretukao i nju. U jednom slučaju otac je izvukao pištolj i prisilio Elliot i njezinu majku da izađu iz kuće gole. Elliott tada nije htjela ostati u kući svojih prijatelja, jer se bojala da će, kad se vrati, naći majku mrtvu. Kad je imala 14 konačno je uspjela pobjeći. Majka joj je rekla da spakira stvari I ode na autobusnu stanicu, kao što je i inače radila. Kad je njezin otac otišao na posao, majka je pokupila Elliott na stanici i dovezla je kući gdje su je dočekali rođaci koji su pakirali stvari u kamion, a ocu su ostavili samo žlicu, vilicu, čašu i deku. Elliott i njezin otac povremeno razgovaraju, ali ona još uvijek tvrdi da mu ne može oprostiti. „Kad smo otišle, moja majka je shvatila koliko je zapravo jaka, i ona me naučila kako biti jaka. Trebala je otići, da to shvati.“"

## Glazbena karijera

### Rana karijera
Kasnih 80-ih Elliott osniva R&B grupu Fayze s prijateljicama La Shawn Shellman, Chonitom Coleman i Radiah Scot. Naknadno uključuje svog susjeda i prijatelja Timothyja Mosleya kao producenta grupe pa počinju na stvaranju demosnimki. 1991. uočio ih je producent DeVante Swing. Uslijedila je seoba grupe Fayze u New York, gdje potpisuju ugovor s Elektra Recordsom i počinju stvarati u sklopu DeVanteovog Swing Mob kolektiva. Preimenuju svoju grupu u Sista .  Elliot sa sobom dovodi i svog prijatelja Mosleya (poznatog kao Timbaland) i svog prijatelja Melvina Magooa.
Svi članovi Swing Moba, a bilo ih je više od 20 (među kojima su i buduće velike zvijezde kao Genuwine, Playa i Tweet), živjeli su zajedno u dvokatnici u New Yorku i radili su na projektima vezanim uz Jodeci glazbu i svojim samostalnim projektima. . Ellliot je napisala i repala s Raven-Symoné na njezinom debi singlu ‘’That’s What Little Girls Are Made Of’’, a mnogo je napravila i za posljednja dva Jodeci albuma Diary of a Mad Band (1993.) i The Show, The After Party, The Hotel (1995.). Timbaland i DeVante producirali su album Sistae pod nazivom  4 All the Sistas Around da World, a album je dovršen 1994. Izdan je spot u originalnoj i remix verziji pjesme Brand New, ali album nikad nije pušten u prodaju. Jedna od pjesama na albumu je ipak objavljena, ali u sklopu albuma drugog autora. Krajem 1995. Swing Mob prestaje postojati, i njegovi su se članovi raspršili. Elliot, Timbaland, Magoo, Genuwine i Playa ostaju zajedno i surađuju na svojim albumima do kraja desetljeća.

### Nakon Swing Moba
Nakon napuštanja Swing Moba, Elliott i Timbaland rade zajedno kao tekstopisci i producentski tim, radeći za brojne glazbenike, od kojih je najboljim pokazala suradnja s Aaliyah. Dvojac je napisao devet pjesama za Aaliyahin drugi album One in a Million (1996.), među kojima su najpoznatiji hitovi If Your Girl Only Knew, One in a Million, Hot Like Fire i 4 Page Letter. Elliott je i vokalno doprinijela na gotovo svim albumima na kojima je radio Timbaland. One in a Million postigao je dvostruku platinastu naknadu i napravio je zvijezde od dvojca Elliott i Timbaland.
Par je nastavio rad i za druge glazbenike, kao što su Total ("What About Us", 1997), Nicole Wray ("Make It Hot", 1998), and Destiny's Child ("Get on the Bus", 1998), a radili su i na posljednjem hitu Aaliyah, "I Care 4 U" prije nego što je ona umrla 2001.
Elliot je započela svoju karijeru kao rapperica surađujući 1996. s Puffyem ili P.Daddyem i Ginom Thompson. Puff Daddy se nadao da će Elliott potpisati ugovor za njegovu producentsku kuću Bad Boy. Iste godine Elliott se pojavila i u remuxu Men of Vizion Do Thangz.
Ipak je potpisala ugovor s EastWest Recordsom, a 1996. stvara svoju vlasitu produkciju The Goldmind Inc., pod kojom će raditi kao samostalna rapperica. Timbaland opet postaje njezin produkcijski partner, a to je uloga koju će on zadržati tijekom gotovo cijele Elliottine samostalne karijere.
1997. godine Missy se pojavila i u pjesmama All the Time i Keys To My House.

### Supa Dupa Fly
Tijekom perioda njenog poslovnog života, Missy se gostuje, rappa i piše pjesme za mnoge glazbenike, ali objavljuje i svoj debi album ‘’Supa Dupa Fly’’ 1997. godine. Velik uspjeh postiže singl The Rain, zbog kojeg album postiže platinastu naknadu. Uspjehu je pridonio i spot za pjesmu kojeg je producirao Harold „Hype“ Williams, koji je radio na mnogim uspješnim pjesmama u to vrijeme. Album je nominiran za Grammy 1998. u kategoriji Najbolji rap album, ali je ipak pobjedu odnio Puff Dady. Iste godine Elliot je izvodila uživo remix Lil' Kim Ladies Night na MTVevim glazbenim nagradama.
1998. Elliott nastavlja svoju uspješnu karijeru u pozadini, kao producent i tekstopisac pjesme gurpe Total Trippin, a osim toga radi i s mnogim drugim glazbenicima s hip-hop i R&B scene. Iste godine producira debi singl Spice Girl Melanie B I Want You Back.

### Da Real World
Elliott objavljuje drugi album Da Real World, koji je mnogo mračniji od prvijenca, ali isto tako uspješan  i prodaje ga u 1,5 milijuna kopija u SAD-u i 3 milijuna kopija diljem svijeta. Njezin komentar na album bio je: „Ne mogu objasniti ovaj pritisak. Za posljednji album trebalo mi je tjedan dana da ga snimim. Ovaj mi je oduzeo skoro dva mjeseca... nisam mogla žuriti s ovim, jer su ljudi očekivali više od mene. Da Real World (1999)  uključuje singl "All n My Grill",  u suradnji s Nicole Wray i Big Boiem (iz OutKasta). 1999. Elliott je napravila remix poznate pjesme Mariah Carey Heartbreaker.

### Miss E… So Addictive
Missy Elliott objavljuje 2001. sljedeći album Miss E… So Addictive. U albumu obrađuje planetarno populrne pop i urbane hitove One Minute Man (s Ludacrisom i Trinom), te "Get Ur Freak On", "4 My People" i Take Away". Dvostruki glazbeni spot za  "Take Away/4 My People" pušten je 2001. godine, ubrzo nakon napada 11.09. na SAD i smrti Elliottine bliske prijateljice Aaliyah. Dvostruki spot se u prvom dijelu (Thake Away)  sastojao od slika i riječi o Aaliyah te lagane melodije u njezinu čast, a drugi dio (4 My People) prikazivao je scene veselog plesa ispred američke zastave i Elliot obućenu u crveno, bijelo i plavo. Prva pjesma nije doživjela uspjeh, ali je zato druga pokorila Europsku klupsku scenu.
Budući da se Tweet pojavila u Elliottinoj pjesmi Take Away to je doprinijelo da Tweet postane prihvaćena na R&B sceni. Njezin debi singl napisala je Elliot i postao je top 10 hit (zahvaljujući upravo Missy). Elliott je producirala i pjesmu Lady Marmelade Christine Aguilere, Lil' Kim, Mye i Pink za Moulin Rouge album, koji je postao broj jedan na Billboardovoj top 100 ljestvici 2001. godine.

### Under Construction
Elliott i Timbaland su se okrenuli prema starom rappu i u skladu s time Elliott izdaje svoj četvrti album ‘’Under Construction’’ 2002. godine, koji uključuje singl ‘’Work It’’, njezin drugi najveći hit, te duet s Ludacrisom ‘’Gossip Folks’’. Duet je postigao manji uspjeh od prvog single, ali je prihvaćen na plesnoj sceni. Album je poznat kao najprodavaniji ženski rap album u to vrijeme s prodajom od 2,1 milijun kopija u SAD-u. 2003. ‘’Under Construction’’ dobiva Grammy nominaciju za Najbolji rap album i Album godine. New York Times proglasio je ovaj album “ovogodišnjim najboljim hip hop albumom”.
Album je uključivao pjesmu ‘’Back In The Day’’ koja je oda staroj hip-hop glazbi i modi, a na pjesmi su sudjelovali Jay Z i Tweet. Ipak, spot za ovu pjesmu nikad nije objavljen. 2003. Elliot je producirala ‘’America Dream Remix’’ kao obradu Madonnin singl ‘’American Life’’. U ljetu 2003. Elliot objavljuje s Timbalandom i Magoo-om povratnički singl ‘’Cop That Shit’’ i pjesma postaje hit.

### This Is Not a Test!
Nakon ogromnog uspjeha kojeg je postigao prethodan album, Elliott je osječala pritisak da napravi novi album koji bi bio bolji od onog prethodnog, što joj nije pošlo za rukom. 2003. objavljuje album This Is Not A Test!, a za njegov neuspjeh Missy je rekla: „This Is Not A Test! izašao je prebrzo. Nisam htjela da bude objavljen kada je bio.“
Ipak, 2003. Elliot je gostovala na siglovima Party to Damascus i Tush koji su postali poznati plesni hitovi, a postali su zapaženi i u filmu Honey u kojem glavnu ulogu ima Jessica Alba. Elliott je surađivala i s Madonnom, Britney Spears i Christinom Aguilerom, kada se s njima pojavila na otvorenju dodjele MTV nagrada 2003. godine. 2004. Elliot gostuje na Ciarainom singlu 1,2 Step.
2005. održana je premijera njezinog reality showa na UPN Networku The Road to Stardom whith Missy Elliott. Show nikad nije postigao velik uspjeh, ali ipak je imao solidnu gledanost. Pobjednica showa kao nagradu dobila je snimanje svog albuma prvijenca.
Iako se u početku činilo da album neće postići uspjeh, prodan je u 690.000 kopija u SAD-u i certificiran je platinastom naknadom.

### The Cookbook
Iznenađena nepredviđeno dobrom prodajom albuma, Elliott je željela zahvaliti ljudima na svoj način, izdajući svoj šesti album The Cookbook. Album je pušten u prodaju 2005., i odmah se našao na drugom mejstu ljestvica u SAD-u. Prvi singl Lose Control dospio je na 5 mjesto top ljestvica,  a spot za tu pjesmu nagrađen je na MTVevim nagradama u kategorijama Najbolji dance spot i Najbolji hip-hop spot 2005. godine. Slijedi izbacivanje singla Teary Eyed koji se polako penjao na ljestvicama, ali je ipak dosegao vrh. 
Početkom rujna Elliot je na snimanju spota za pjesmu We Run This slomila nogu i završila na operaciji i dugom oporavku. Već u listopadu osvojila je nagradu Američku glazbenu nagradu (AMA), a krajem godine objavljuje i remix pjesme L.O.V.E Ashlee Simpson. Nominirana je za Grammy u pet kategorija, od kojih je osvojila četiri.
Početkom 2006. snima video za pjesmu We Run This, a iste je godine ponovno nominirana za Grammy.  Album The Cookbook kritika je dobro prihvatila, album je certificiran zlatnom naknadom i prodan je u 645.000 kopija u SAD-u.

### Respect M.E.
Respect M.E. je prvi album koji obuhvaća najveće Missyne hitove. Pušten je u prodaju krajem 2006. godine, i to u Južnoj Africi, Australiji, Europi, Japanu i Brazilu. Kolekcija je postala njezin drugi album koji je osvojio ljestvicu Top 10 u UK i album koji je postigao najveći uspjeh u Ujedinjenom Kraljevstvu. Prodan je u 100.000 primjeraka u UK i 500.000 primjeraka diljem svijeta. Tek 2007. pušten je u prodaju u SAD-u.
Riječ M.E u nazivu albuma može se protumačiti kao engleska riječ 'me' (ja) ili kao pseudonim 'Missy Elliott'. Respect M.E. je i naziv linije odjeće koju dizajnira Missy za Adidas.
Missy je 2007. godine dobila priznanje za njezin doprinos na hip-hop sceni, a u čast njezine karijere brojni su glazbenici izvodili njezine hitove. Neki od poznatijih su Timbaland, Tweet, Eve, Keyshia Cole, Fatman Scoop, Ciara i Nelly Furtado.

### Block Party
Block Party je album čiji izlazak se najvaljuje za 2011. godinu, nakon stanke od nekoliko godina. U albumu se najavljuje već isprobana suradnja Missy i Timbalanda. Iako je album morao biti objavljen već 2008., do toga zbog neobjašnjenih razloga nije došlo. Na njenoj službenoj stranici objavljeno je da naporno radi na snimanju albuma i da se on može očekivati uskoro.

## Biografski film
Godine 2005. objavljeno je da postoje planovi o snimanju biografskog filma o životnoj priči Missy Elliott. Producenti filma trebali su biti Robert De Niro i Jane Rosenthal. Scenarij za film napisala je Diane Houston. Missy je rekla 2007. da još uvijek radi na scenariju u želji  “da izađem s pravim stvarima jer ne želim da me krivo shvate. Želim biti sirova i iskrena kao što je i moj život bio prema meni” Unatoč svemu, čini se da Timbaland neće biti dio filma, a kad ga je Missy pitala zašto, on je rekao: “Film je o njezinom životu, njezina je priča, jako je dubok i nije prikladno da ja budem dio toga”

## Privatan život
2002. počele su kružiti glasine o Elliottinom seksualnom opredjeljenju, nakon njezinog rada s Tweet na pjesmi ‘’Oops (Oh My)’’. Počelo se pričati da ona voli žene, i da je Tweet jedna od tih žena. Elliot je na takve glasine odgovorila: “Kad ljudi vide koliko sam jaka, a nema muškarca oko mene, zaključuju: Pa što ona radi? Ali, ja ne trebam muškarca da me čini sretnom. Ja prvo sama sebe moram učiniti sretnom.”
Elliott je također rekla da želi osnovati obitelj, ali ju je strah poroda. Zaključila je: “Ne znam da li mogu još jednom pretrpjeti takvu bol. Možda će se 2020. moći samo izbaciti dijete van i to će biti to. Ali sada ću radije posvojiti dijete.”

### Dobrotvorni rad
Elliott je mnogo napravila u humanitarnom radu, osobito na poljima koja su blisko vezana uz njezinu tragičnu prošlost, kao što su obiteljsko nasilje i nasilje među teenegerima. Pomaže u radu humanitarnih organizacija. U svoj show ‘’The Road to Stardom’’ predložila je osnivanje javnog servisa za pomoć žrtvama nasilja. 2004. Missy se uključila u kampaniju s prodaju MAC kozmetike, od koje je dio zarade išao za pomoć osobama oboljelima od AIDS-a. 2007. Missy se pojavila na showu ‘’Ekstremni makeover’’ gdje je nagradila četiri školarca s programom za gubljenje kilograma, jer si to ti školarci nisu mogli priuštiti.

## Diskografija
| Albumi - Supa Dupa Fly (1997.) - Da Real World (1999.) - Miss E... So Addictive (2001.) - Under Construction (2002.) - This Is Not a Test! (2003.) - The Cookbook (2005.) - Block Party (2010.) | Turneje - Lilith Fair (1998.) - Verizon Ladies First Tour (saBeyoncé i Aliciom Keys) (2004.) Kompilacije - Respect M.E. (2006.) DVD-ovi - Hits of Miss E… The Videos Vol.1 (2001.) - Recipe of Hits: Music Video Anthology (2005.) |

## Filmografija

### Televizija
| Godina | Naslov                      | Uloga                           | Epizoda                                                            |
| ------ | --------------------------- | ------------------------------- | ------------------------------------------------------------------ |
| 1997.  | Family Matters              | glumi samu sebe                 | "Original Gangster Dawg" (sezona 9, epizoda 203)                   |
| 1998.  | The Wayans Bros.            | glumi samu sebe                 |                                                                    |
| 2003.  | Eve                         | glumi samu sebe/gostujuća uloga | "Missy Elliott In The Place"                                       |
| 2005.  | MTV Cribs                   | glumi samu sebe                 |                                                                    |
| 2005.  | The Road to Stardom         | glumi samu sebe                 |                                                                    |
| 2008.  | ego trip's Miss Rap Supreme | glumi samu sebe                 | Sezona 1                                                           |
| 2008.  | America's Best Dance Crew   | glumi samu sebe/gostujući sudac | "Missy Elliott "Shake Ya Pom Pom" Challenge" (sezona 2, epizoda 7) |
| 2010.  | What Chilli Wants           | glumi samu sebe                 |                                                                    |

### Filmovi
| Godina | Film                | Uloga           |
| ------ | ------------------- | --------------- |
| 2001.  | Pootie Tang         | Diva            |
| 2003.  | Honey               | Glumi samu sebe |
| 2004.  | Fade to Black       | Glumi samu sebe |
| 2004.  | Riba ribi grize rep | soundtrack      |
| 2005.  | Just for Kicks      | Glumi samu sebe |